# عباس أباد نودر (كوه بنج)
عباس أباد نودر (بالفارسية: عباس‌آباد نودر) هي قرية تقع في إيران في البلدة المركزية.